# حسن رهنمائیان
حسن رهنمائیان ورزشکار رشته پرورش اندام اهل ایران است. وی هم اکنون در كرج باشگاهی سه طبقه با عنوان رهنما دارا است . او دارای مدارک معتبر بین المللی ار فدراسیون های اروپایی میباشد.

## زندگینامه
رهنمائیان در سال ۱۳۵۹ در شهر بروجرد به دنیا آمد. میزان تحصیلات رهنمائیان دیپلم است و در شهر کرج سکونت دارد و به مربی‌گری در رشته پرورش اندام می‌پردازد.
در مسابقات جهانی فدراسیون جهانی بدن‌سازی و تناسب‌اندام در هند او برای نخستین بار و بعد از ۶۰ سال ایران را در وزن مثبت ۱۰۰ کیلوگرم صاحب مدال کرد.
در مسابقات الماس کیش که در سالن تالار شهر کیش برگزار شد و در پایان این مسابقات، وی برندهٔ جایزهٔ اورال پرورش اندام شد و کارت حرفه‌ای گرفت، و بعد از قهرمانی در وزن مثبت ۱۰۰ کیلوگرم، قهرمان قهرمانان شد. او در این ردهٔ وزنی با اسحاق قویدل رقابت کرد و برنده شد.

## عناوین قهرمانی
- مدال برنز وزن ۱۰۰+ کیلوگرم در مسابقات فدراسیون جهانی بدن‌سازی و تناسب‌اندام در سال ۲۰۱۱ در هند[۷][۸][۹]
- مدال برنز وزن ۱۰۰+ کیلوگرم در مسابقات فدراسیون جهانی بدن‌سازی و تناسب‌اندام در سال ۲۰۱۳ در مراکش[۱۰][۱۱]
- مدال طلای وزن ۱۰۰+ کیلوگرم در مسابقات آسیایی ۲۰۱۰[۱۲][۱۳]
- مدال برنز در مسابقات جهانی ۲۰۰۹[۱۲][۱۴]
- مدال طلا و جایزهٔ سراسری (overall) در مسابقات آسیایی ۲۰۰۹[۱۵]
- مقام دوم مسابقات جایزه بزرگ امارات[۱۶]